# Campionat Mundial de League of Legends 2015
El Campionat Mundial de League of Legends de 2015 (en anglès: 2015 League of Legends World Championship) o Worlds 2015 va ser un torneig d'esports electrònics per al videojoc multijugador en línia de tipus arena de batalla League of Legends. El campionat es va jugar en el continent europeu, sent aquesta la primera vegada en que s'hi jugà després del campionat inaugural a Suècia.
Els 16 equips es van classificar guanyant una lliga professional o un torneig regional de classificació. Hi va haver una fase de grups de tots contra tots amb 16 equips, seguida d'un quadre d'eliminació directa de 8 equips. Els jocs es van retransmetre oficialment en streaming a Twitch, YouTube i Azubu en diversos idiomes. La BBC també va retransmetre el torneig en línia a BBC Three, però només per a adreces IP britàniques. Segons fonts oficials, un pic d'uns 14 milions d'espectadors simultanis van veure la final.SK Telecom es coronà campió davant milers d'espectadors en viu, i 36 milions en línia, amb una cobertura mediàtica en més de 10 idiomes, sent aquest un esforç conjunt de Riot Games amb patrocinadors d'emissió com ara OnGameNet (els qui van emetre la versió en coreà). A més, els campions van rebre un set únic d'aspectes adquiribles dins del joc (mitjançant micro transaccions) amb la vestimenta i el logo de SK Telecom, sent els personatges triats d'entre els quals els van destacar en el campionat.

## Format
- Participen 16 equips.
- El torneig es juga íntegrament en la versió 5.18 del joc.[2]

- Els campions Gragas, Lux i Ziggs van ser desactivats després dels quarts de final a causa d'un error dins el joc.

### Fase de grups
- Els equips són repartits en quatre grups de quatre. Els grups se sortegen en un xou en viu.
- Durant la fase de grups, s'enfronten dues vegades els equips de cada grup.
- Els dos millors de cada grup avancen a la fase d'eliminació.

### Fase d'eliminació
- Eliminació simple.
- Els equips s'enfronten al millor de cinc partides.
- Sense partit de tercer/quart lloc.
- Es poden substituir jugadors entre partides.

## Participants
Els equips participants són decidits al llarg de l'any. Cada lliga regional té les seves pròpies formes de triar els equips que competiran en el mundial. Com a regla general, els campions d'estiu de les regions majors classifiquen, havent-hi altres mètodes per decidir els dos equips restants.

### Xina
Classifiquen a través de la Tencent League of Legends Pro League i les finals regionals d'aquesta lliga.
| Equip           | Jugadors |
| --------------- | --- |
| LGD Gaming      | Choi Acorn Cheon-ju Liu Flame Shi-yu Zhu TBQ Yong-Quan Wei GODV Zhen Gu imp Seung-bin Chen Pyl Bo Sun XiaoXiao Ja-Long             |
| Edward Gaming   | Shek Amazing J Wai-ho Tong Koro1 Yang Ming Clearlove Kang Zhao Fireloli Zhi-Ming Heo PawN Won-Seok Kim Deft Hyuk-kyu Tian Meiko Ye |
| Invictus Gaming | Liu Zzitai Zhi-Hao Lee KaKAO Byung-kwon Song RooKie Eui-jin Ge Kid Yan Tang Time Jin-Tai Liu Kitties Hong-Jun                      |

### Europa
Classifiquen a través de la League of Legends Championship Sèries: Europe.
| Equip  | Jugadors |
| ------ | --- |
| Fnatic | Heo Huni Seung-hoon Bor Kektz Jeršan Kim Reignover Yeu-jin Fabian Febiven Diepstraten Tony ShLaYa Carmona Martin Rekkles Larsson Bora YellOwStAr Kim |
| H2K    | Andrei Odoamne Pascu Jean-Victor loulex Burgevin Joachim Betongjocke Rasmussen Ryu Ryu Sang-ook Peter Hjarnan Freyschuss Raymond KaSing Tsang        |

### Amèrica del Nord
Les qualificacions es defineixen a través dels resultats de la League of Legends Championship Sèries: North America.
| Equip                | Jugadors |
| -------------------- | --- |
| Counter Logic Gaming | Darshan ZionSpartan Upadhyaya Jake Xmithie Puchero Choi HuHi Jae-hyun Eugene Pobelter Park Yiliang Doublelift Peng Zaqueri aphromoo Black |
| Team SoloMid         | Marcus Dyrus Hill Lucas Santorin Tao Kilmer Larssen Søren Bjergsen Bjerg Andy Reginald Dinh Jason Wildturtle Tran Ham Lustboy Jang-sik    |
| Cloud 9              | An Balls Von Li Hai Hai Lam Anthony Hard Barkhovtsev Nicolaj incarnati0n Jensen Zachary Sneaky Scuderi Daerek LemonNation Hart            |

### Taiwan, Hong Kong i Macau
Els dos equips provenen de la League of Legends Master Sèries.
| Equip            | Jugadors |
| ---------------- | --- |
| Flaix Wolves     | Chou Steak Lu-Hsi Hung Karsa Hau-Hsuan Huang Maple Yi-tang Hsiung NL Wen-an Ha Kramer Jong-hu Hu SwordArt Shuo-jie  |
| Ahq Esports Club | Chen Ziv YiXue Mountain Zhaon-hong Liu westdoor Shu-wei Chou AN Chun-an Kang Albis Chia-wei Sa GreenTea Shang-Ching |

### Corea
Els equips coreans qualifiquen depenent dels seus resultats en el torneig local, League of Legends Champions Korea organitzat per OnGameNet.
| Equip         | Jugadors |
| ------------- | --- |
| SK Telecom T1 | Lee Duke Ho-seong Bae bengi Seong-woong Lee Faker Sang-hyeok Lee Easyhoon Ji-hoon Bae Bang Jun-sik Lee Wolf Jae-wan     |
| KOO Tigers    | Song Smeb Kyung-ho Lee Hojin Ho-jin Kim Wisdom Tae-wan Lee kurO Seu-haengo Kim PraY Jong-in Kang GorillA Beom-hyeon     |
| KT Rolster    | Kim ssumday Chan-ho Go Score Dong-bin Kim Nagne Sang-moon Noh Arrow Dong-hyeon Lee Picaboo Jong-beom Jung Fixer Jae-woo |

### Regions Menors
Els guanyadors de cadascuna de les regions menors (CIS, Japó, Llatinoamèrica, Brasil i Turquia) juguen un campionat conegut com a International Wildcard Qualifier, en el qual es defineixen els dos equips que van a anar al mundial. Els guanyadors del 2015, provenen de la regió brasilera (Pain Gaming) i l'equip Bangkok Titans, provinents del sud-est asiàtic.
| Equip          | Jugadors |
| -------------- | --- |
| Pain Gaming    | Matheus Mylon Borges Thúlio SirT Carlos Gabriel Kami Santos Arthur PAADA Zarzur Felipe brTT Gonçalves Hugo Dioud Padioleau                    |
| Bangkok Titans | Pawat WarL0cK Ampaporn Nuttapong QaiZer Dechtanon Chayut 007x Suebka Nuttapong G4 Menkasikan Juckkirsts Lloyd Kongubon Sorawat Moss Boonphrom |

## Escenaris
Al llarg d'Europa, es van triar diferents ciutats per albergar el campionat: Paris, Londres, Brussel·les i Berlin.

## Resultats

### Fase de grups
La fase de grups es va jugar en l'estadi Li Dock Pullman, a París. Després d'aquesta fase van quedar eliminats vuit equips i altres vuit equips van passar a la fase eliminatòria.
Grup A
| Posició | Equip                | Victòries-Derrotes |
| ------- | -------------------- | ------------------ |
| 1       | Flaix Wolves         | 4-2                |
| 2       | KOO Tigers           | 4-2                |
| 3       | Counter Logic Gaming | 2-4                |
| 4       | Pain Gaming          | 2-4                |

| Posició | Equip            | Victòries-Derrotes |
| ------- | ---------------- | ------------------ |
| 1       | Fnatic           | 4-2                |
| 2       | AHQ Esports Club | 4-3                |
| 3       | Cloud 9          | 3-4                |
| 4       | Invictus Gaming  | 2-4                |

Resultat del partit de desempat:
| AHQ Esports Club | 1 | 0 | Cloud 9 |

Grup C
| Posició | Equip          | Victòries-Derrotes |
| ------- | -------------- | ------------------ |
| 1       | SK Telecom T1  | 6-0                |
| 2       | Edward Gaming  | 4-2                |
| 3       | H2k-Gaming     | 2-4                |
| 4       | Bangkok Titans | 0-6                |

| Posició | Equip        | Victòries-Derrotes |
| ------- | ------------ | ------------------ |
| 1       | KT Rolster   | 5-1                |
| 2       | Origen       | 4-2                |
| 3       | LGD Gaming   | 2-4                |
| 4       | Team SoloMid | 1-5                |

### Fase d'eliminació
En acabar la fase de grups, els quarts de final van ser sortejats en viu. Els equips que van finalitzar primers es van enfrontar contra uns altres que van acabar segons en els seus grups. Les partides en aquesta fase són al millor de cinc (guanya l'equip que guanya tres partides).

### Quarts de final
Quatre equips van ser eliminats en aquesta fase, mentre que els restants van avançar a les semifinals a Brussel·les
| Flaix Wolves                               | 1                                                   | 3 | Origen |
| Steak, Karsa, Maple, NL, kKramer, SwordArt | sOAZ, Amazing, Areanae, Cyanide, xPeke, Zven, Mithy |   |        |

| SK Telecom T1                             | 3                                            | 0 | Ahq Esports Club |
| MaRin, Bengi, Faker, Easyhoon, Bang, Wolf | Ziv, Mountain, Westdoor, AN, Albis, GreenTea |   |                  |

| Fnatic                                                       | 3                                             | 0 | Edward Gaming |
| Huni, Kektz, Reignover, Febiven, ShLaYa, Rekkles, YellOwStAr | AmazingJ, Koro1, Clearlove, PawN, Deft, Meiko |   |               |

| KT Rolster                                   | 1                                        | 3 | KOO Tigers |
| ssumday, Score, Nagne, Arrow, Picaboo, Fixer | Smeb, Hojin, Wisdom, kurO, PraY, GorillA |   |            |

### Semifinals
| SK Telecom T1                             | 3                                                   | 0 | Origen |
| MaRin, Bengi, Faker, Easyhoon, Bang, Wolf | sOAZ, Amazing, Areanae, Cyanide, xPeke, Zven, Mithy |   |        |

| Fnatic                                                       | 0                                        | 3 | KOO Tigers |
| Huni, Kektz, Reignover, Febiven, ShLaYa, Rekkles, YellOwStAr | Smeb, Hojin, Wisdom, kurO, PraY, GorillA |   |            |

### Finals
Les finals es van jugar el 31 d'octubre, en el Mercedes-Benz Arena SK Telecom T1 es consagro campió. Posteriorment es va realitzar una cerimònia de lliurament de medalles i la Copa del Invocador als campions, així com el lliurament del premi al jugador mós valuós al toplaner de SKT, Lee MaRin Gyeong-hawn.
| SK Telecom T1                             | 3                                        | 1 | KOO Tigers |
| MaRin, Bengi, Faker, Easyhoon, Bang, Wolf | Smeb, Hojin, Wisdom, kurO, PraY, GorillA |   |            |

## Controversía

### Gestos ofensius
L'últim dia de la fase de grups a París, Hai Hai Lam, un jugador de l'equip nord-americà Cloud 9, va realitzar un gest ofensiu (popularment conegut com a fuck you) a Fabian Febiven Diepstraten, mentre aquest últim estava sent entrevistat per l'equip de comentaristes. Hai va rebre una multa de 500 €.

### Problemes tècnics
Durant el segon joc dels quarts de final entre Fnatic i Edward Gaming, va ocórrer un bug en el campió que Kim Reignover Yeu-jin controlava. El problema no va poder ser resolt i, d'acord amb les regles, es va tornar a jugar la partida des del principi (amb campions diferents). Després d'investigar el problema, Riot Games va decidir desactivar a Gragas (el campió problemàtic), al costat dels campions Lux i Ziggs, els qui posseeixen habilitats amb mecàniques similars i eren susceptibles al mateix problema.